# Lauda Sion Salvatorem
Lauda Sion Salvatorem es una secuencia que la Iglesia católica usa en la misa de la solemnidad de Corpus Christi y en otras ceremonias dedicadas a la Eucaristía. La compuso Santo Tomás de Aquino tras la creación de la misa de Corpus Domini en 1264. 
En 1679 los Bolandistas pusieron en duda la autoría del Aquinate, generando con ello una fuerte discusión con los dominicos, quienes argumentaban con el testimonio de un contemporáneo de Santo Tomás, Tolomeo de Lucca.
La secuencia Lauda Sion copia la melodía de una secuencia de Adán de San Víctor del siglo XII. En su texto, es quizás el que más lleva la impronta de santo Tomás. Explica la doctrina del Santo Sacramento con precisión acabada y en un latín puro y conciso. Según Dom Guéranger, Es aquí donde el más alto poder de una escolástica, no descarnada y trunca, como la de hoy, sino jugosa y completa, como la de la Edad Media, ha sabido plegar el ritmo de la lengua latina a la exposición clara y precisa de un dogma, tan abstracto para el teólogo como dulce y consolador para el corazón de los fieles.

## Texto y traducción al español
| Texto en latín | Traducción al español |
| --- | --- |
| Lauda Sion Salvatórem Lauda ducem et pastórem In hymnis et cánticis.                                                                         | Alaba, ¡oh Sion! Alaba al Salvador, al Rey y Pastor con himnos y cánticos. |
| Quantum potes, tantum aude: Quia major omni laude, Nec laudáre súfficis.                                                                     | Alaba cuanto más puedas, y sin descanso; porque la mayor alabanza que se haga no será suficiente.                                                                                          |
| Laudis thema speciális, Panis vivus et vitális, Hódie propónitur.                                                                            | Alaba sin medida, al Pan vivo de Vida, al que hoy se celebra. |
| Quem in sacræ mensa cœnæ, Turbæ fratrum duodénæ Datum non ambígitur.                                                                         | Al Pan que en la mesa de la Santa Cena, Cristo entregó a los Doce reunidos como hermanos.                                                                                                  |
| Sit laus plena, sit sonóra, Sit jucúnda, sit decóra Mentis jubilátio.                                                                        | Que la alabanza sea de todo corazón, sonora, gozosa, bella, con el alma jubilosa. |
| Dies enim solémnis ágitur, In qua mensæ prima recólitur Hujus institútio.                                                                    | Porque hoy celebramos un solemne día, aquel que rememora la institución de la Ssma. Eucaristía.                                                                                            |
| In hac mensa novi Regis, Novum Pascha novæ legis, Phase vetus términat.                                                                      | En esta mesa del nuevo Rey, la Pascua de la Nueva Alianza, pone fin a la Pascua antigua.                                                                                                   |
| Vetustátem nóvitas, Umbram fugat véritas, Noctem lux elíminat.                                                                               | El nuevo rito sustituye al viejo, las sombras se disipan ante la verdad, la luz elimina a la noche.                                                                                        |
| Quod in cœna Christus gessit, Faciéndum hoc expréssit In sui memóriam.                                                                       | Lo que Cristo hizo en la Cena, mandó que se repitiera en su memoria. |
| Docti sacris institútis, Panem, vinum, in salútis Consecrámus hóstiam.                                                                       | Instruidos por sus sagradas enseñanzas, consagramos el pan y el vino para la salvación. |
| Dogma datur Christiánis, Quod in carnem transit panis, Et vinum in sánguinem.                                                                | Se les da un Dogma a los cristianos: que el pan se convierte en la Carne y el vino en la Sangre de Cristo.                                                                                 |
| Quod non capis, quod non vides, Animósa firmat fides, Præter rerum ordinem.                                                                  | Lo que no comprendes porque no lo ves, que lo afirme tu fe viva, más allá del orden natural.                                                                                               |
| Sub divérsis speciébus, Signis tantum, et non rebus, Latent res exímiæ.                                                                      | Bajo diversas formas, tan solo se ven los signos, y no la realidad que late escondiendo una realidad sublime.                                                                              |
| Caro cibus, sanguis potus: Manet tamen Christus totus, Sub utráque spécie.                                                                   | Su Carne es comida, y su Sangre bebida, pero bajo cada uno de estos signos está Cristo todo entero.                                                                                        |
| A suménte non concísus, Non confráctus, non divísus: Integer accípitur.                                                                      | Se lo recibe íntegramente, sin que nadie pueda dividirlo, ni quebrarlo, ni partirlo. |
| Sumit unus, sumunt mille: Quantum isti, tantum ille: Nec sumptus consúmitur.                                                                 | Lo recibe uno, lo reciben mil, tanto estos como aquel, sin que nadie pueda consumirlo. |
| Sumunt boni, sumunt mali: Sorte tamen inæquáli, Vitæ vel intéritus.                                                                          | Lo reciben los buenos, y lo reciben los malos: pero con desigual fruto: para unos la Vida, para otros, la muerte.                                                                          |
| Mors est malis, vita bonis: Vide paris sumptiónis Quam sit dispar éxitus.                                                                    | Es muerte para los pecadores y vida para los justos: mira cómo un mismo alimento tiene efectos tan contrarios.                                                                             |
| Fracto demum Sacraménto, Ne vacílles, sed memento, Tantum esse sub fragménto, Quantum toto tégitur.                                          | Cuando se parte la hostia: no vaciles: recuerda que en cada fragmento está Cristo todo entero.                                                                                             |
| Nulla rei fit scissúra: Signi tantum fit fractúra: Qua nec status nec statúra Signáti minúitur.                                              | Ninguna division se hace a esta realidad (del Cuerpo todo entero en cada parte): solamente se hace un signo de fractura, que no altera ni el estado ni la estatura (del Cuerpo de Cristo). |
| Ecce panis Angelórum, Factus cibus viatórum: Vere panis filiórum, Non mitténdus cánibus.                                                     | Este es el pan de los Ángeles, convertido en alimento de los peregrinos: es el verdadero pan de los hijos, que no debe tirarse a los perros.                                               |
| In figúris præsignátur, Cum Isaac immolátur: Agnus paschæ deputátur Datur manna pátribus.                                                    | Por varias figuras ha sido profetizado: (por ejemplo) en Isaac es inmolado; se lo ve en el Cordero Pascual, y cuando es dado como maná a nuestros padres.                                  |
| Bone pastor, panis vere, Jesu, nostri miserére: Tu nos pasce, nos tuére: Tu nos bona fac vidére In terra vivéntium.                          | ¡Oh Buen Pastor, Pan verdadero, oh Jesús nuestro, ten misericordia de nosotros!: apaciéntanos y cuídanos; y haznos contemplar los bienes verdaderos en la tierra de los vivientes          |
| Tu, qui cuncta scis et vales: Qui nos pascis hic mortáles: Tuos ibi commensáles, Cohærédes et sodáles, Fac sanctórum cívium. Amen. Allelúja. | ¡Tú que sabes todo, y todo lo puedes, tú quien a los mortales nos apacientas, haznos tus invitados, herederos y compañeros con los Santos del cielo!. Amen, aleluya.                       |